# Лейднер, Дорон
Дорон Лейднер (ивр. דורון ליידנר‎; родился 26 апреля 2002) — израильский футболист, левый защитник греческого клуба «Олимпиакос» и сборной Израиля.

## Клубная карьера
Уроженец Ришон-ле-Циона, Дорон выступал за молодёжные команды футбольных клубов «Маккаби (Тель-Авив)», «Маккаби (Петах-Тиква)» и «Хапоэль (Тель-Авив)». 30 мая 2020 года дебютировал в основном составе тель-авивского «Хапоэля» в матче Премьер-лиги Израиля против клуба «Маккаби (Хайфа)». 28 августа 2021 года забил первый в своей профессиональной карьере гол в матче против «Ашдода».
В июле 2022 года перешёл в греческий клуб «Олимпиакос».

## Карьера в сборной
Выступал за сборные Израиля до 17, до 18 лет и до 21 года.
2 июня 2022 года дебютировал за главную сборную Израиля в матче Лиги наций УЕФА против сборной Исландии.